# Vatan
Vatan ist eine französische Stadt mit 1.959 Einwohnern (Stand 1. Januar 2022) in der Region Centre-Val de Loire, im Département Indre. Vatan gehört zum Arrondissement Issoudun und zum Kanton Levroux.
Vatan liegt etwa 30 Kilometer westlich von Bourges am Flüsschen Pozon und an der Autoroute A20 (L’Occitane). Der Ort war bei der Tour de France 2009 Ausgangspunkt der 11. Etappe. 
Die Kirche in Vatan ist nach dem Heiligen Laurian benannt weil dieser im 5. Jahrhundert in der Gemeinde enthauptet wurde.

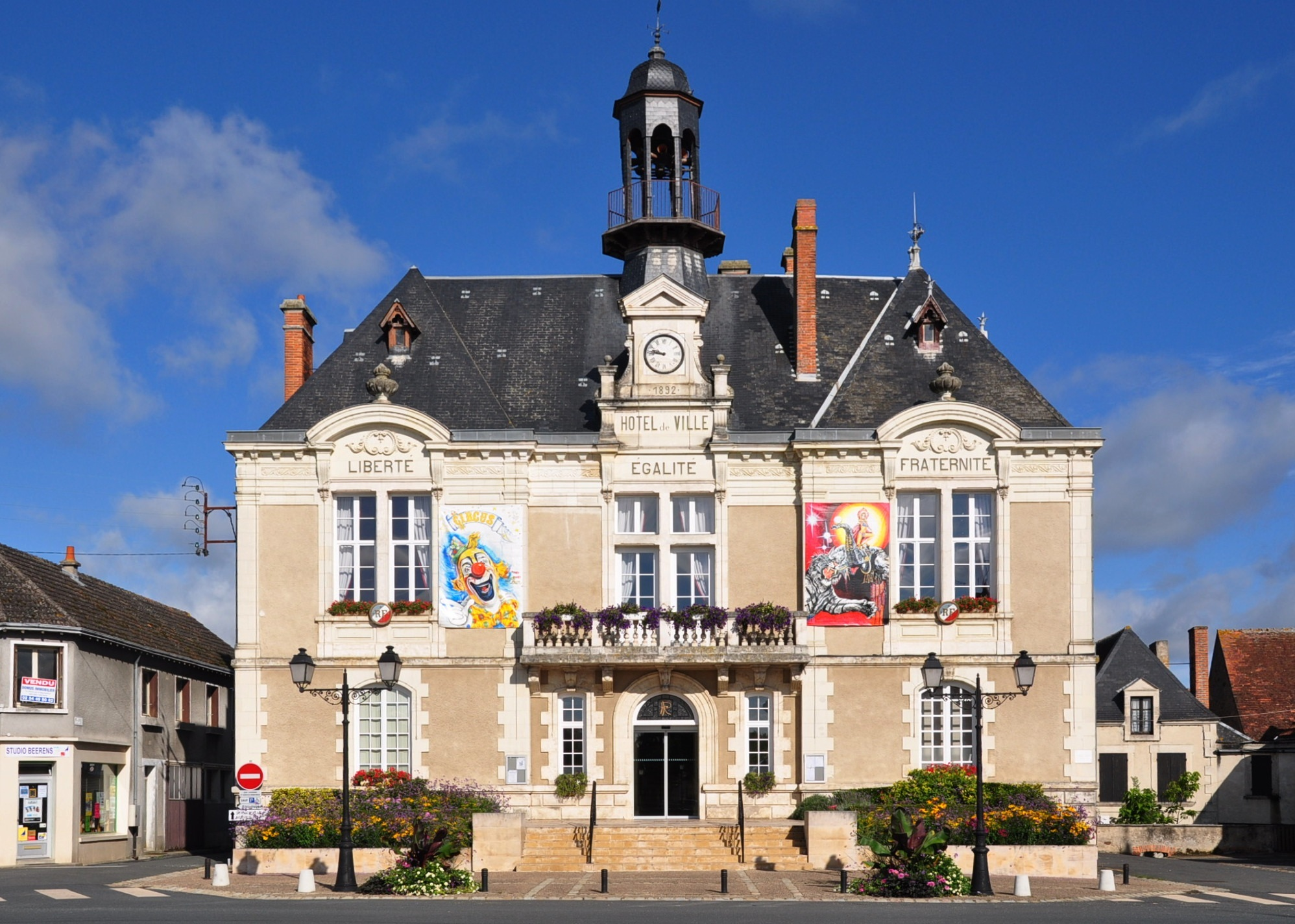
Rathaus (Hôtel de ville)

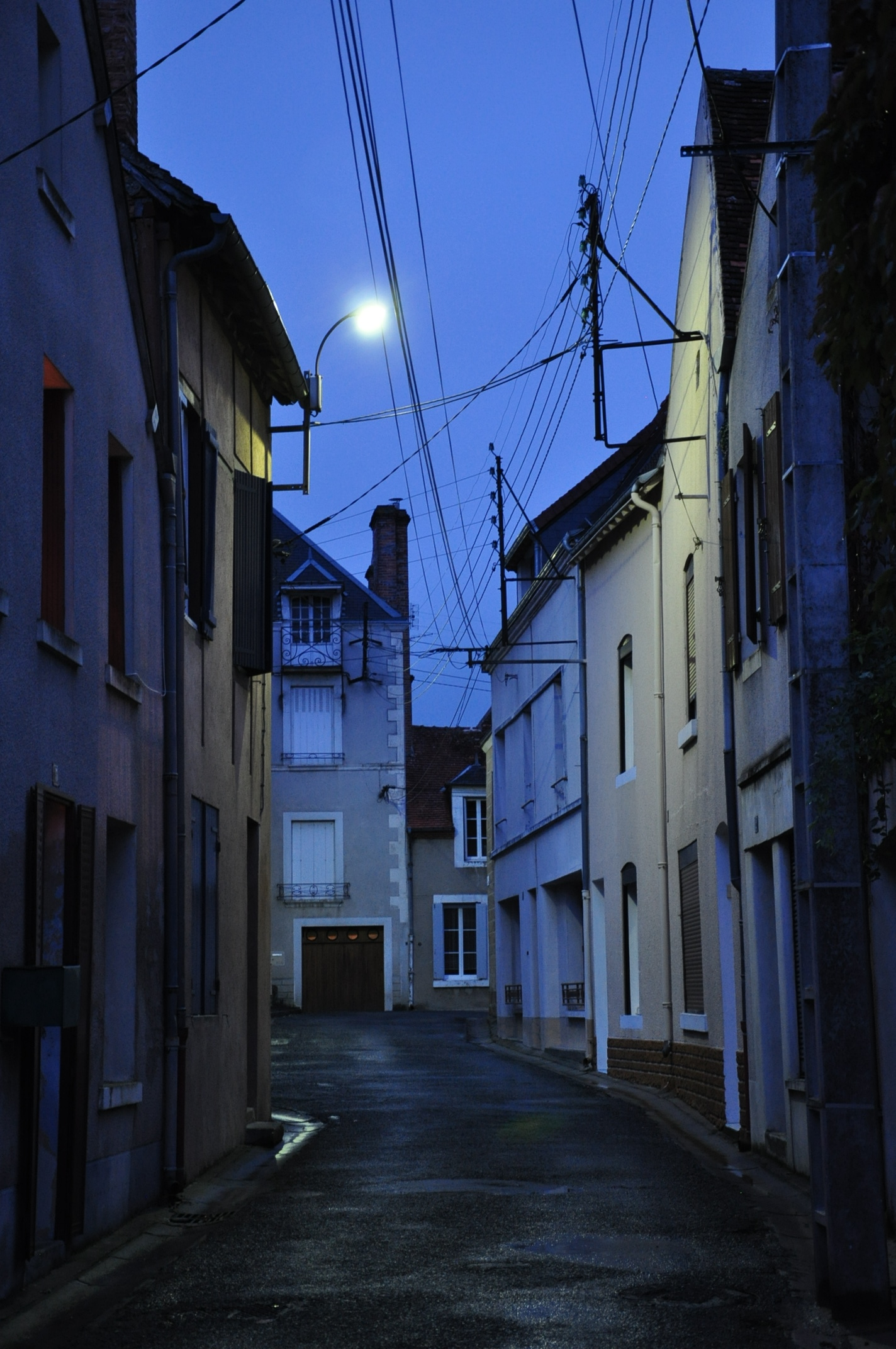
Rue St. Sulpice

## Bevölkerungsentwicklung
| Jahr                       | 1962 | 1968 | 1975 | 1982 | 1990 | 1999 | 2008 | 2017 |
| Einwohner                  | 2147 | 2194 | 2270 | 2046 | 2022 | 1972 | 2029 | 1988 |
| Quellen: Cassini und INSEE |      |      |      |      |      |      |      |      |

## Persönlichkeiten
- Laurian, Heiliger der katholischen Kirche, hingerichtet am 4. Juli 546 in Vatan
- Sulpicius II. von Bourges, Heiliger der katholischen Kirche, geboren Ende des 6. Jahrhunderts in Vatan, im Jahr 647 gestorben
- Claude Aubery de Vastan (1664–1738), Ritter des Malteserordens und Marineoffizier
- Jacques Servier (1922–2014), Arzt, Apotheker und Unternehmer